# Moxostoma robustum
Moxostoma robustum, tên thông thường trong tiếng Anh là robust redhorse, là một loài cá nước ngọt thuộc chi Moxostoma trong họ Cá mút. Loài này được mô tả lần đầu tiên vào năm 1870.

## Từ nguyên
Từ robustum trong danh pháp của M. robustum theo tiếng Latinh có nghĩa là "rắn chắc", ám chỉ đến kích thước cơ thể to lớn của loài cá này.

## Phân loại
Nhà tự nhiên học Edward Drinker Cope lần đầu tiên mô tả loài M. robustum dưới danh pháp Ptychostomus robustus vào năm 1870 dựa trên mẫu gốc duy nhất nặng khoảng 6 pound (~ 2,7 kg), được thu thập ở sông Yadkin (bang Bắc Carolina, Hoa Kỳ). Thật không may, mẫu gốc duy nhất của M. robustum đã bị hư hại hoặc đã bị dán nhãn nhầm với loài cá khác vào cuối thế kỷ 19. Kể từ đó, M. robustum được nghĩ là đã bị tuyệt chủng vì không một cá thể M. robustum nào được tìm thấy trong suốt hơn 100 năm sau đó.
Vào năm 1980 và 1985, hai mẫu vật của một loài cá lần lượt được thu thập ở sông Savannah và sông Pee Dee. Thời điểm đó, hai mẫu vật này được cho là thuộc về một loài trong họ Cá mút nhưng chưa được mô tả.
Tháng 8 năm 1991, các nhà sinh vật học thuộc Bộ Tài nguyên thiên nhiên Georgia đã thu thập được thêm 5 mẫu vật của một loài cá mút ở sông Oconee, và đã gửi chúng cho các nhà ngư học để họ tiến hành công việc phân loại. Kết quả cho thấy, 5 mẫu vật ở sông Oconee là cùng một loài với hai mẫu vật được thu thập trước đó vào năm 1980 và 1985. Các nhà ngư học cũng kết luận thêm rằng, tất cả các mẫu vật trên đều thuộc về M. robustum, loài cá được cho là đã bị tuyệt chủng từ lâu.
Năm 1995, một tổ chức bảo tồn loài cá M. robustum được thành lập với tên gọi là Robust Redhorse Conservation Committee (viết tắt: RRCC) dựa theo biên bản ghi nhớ được ký kết giữa cơ quan tài nguyên của các bang (Bắc Carolina, Nam Carolina và Georgia) và những cộng đồng bảo tồn.

## Phạm vi phân bố
Trước đây, M. robustum có phạm vi phân bố được xác định là hệ thống các con sông ở phía đông Hoa Kỳ, trải dài từ sông Pee Dee đến sông Altamaha. Tuy nhiên, nhiều khu vực trong phạm vi phân bố đã không còn thấy sự xuất hiện của chúng.
Các quần thể của M. robustum hiện nay chỉ được biết đến tại sông Pee Dee (chảy qua Bắc Carolina và Nam Carolina), sông Savannah (ranh giới giữa Nam Carolina và Georgia), sông Oconee và Ocmulgee (Georgia). Một số quần thể dự trữ nhỏ của M. robustum đã được thả các sông Ocmulgee, Broad và Ogeechee ở Georgia.
Ngoài phạm vi phân bố bị thu hẹp và quy mô quần thể nhỏ, nạn phá rừng, ô nhiễm nguồn nước và sự du nhập của các loài ngoại lai đang khiến cho môi trường sống M. robustum bị suy giảm. Vì thế mà M. robustum được xếp vào danh sách các Loài nguy cấp.

## Môi trường sống
M. robustum ưa sống ở những vùng nước có đáy là đá sỏi hoặc bùn cát. Chúng cũng được tìm thấy ở những khu vực có những cành hoặc thân cây đổ.

## Mô tả
M. robustum là một loài cá khá lớn, khi trưởng thành có chiều dài cơ thể lên đến 30 inch (~ 76 cm) và nặng khoảng 17 pound (~ 7,7 kg). M. robustum có thân to và chắc; các vây màu đỏ hồng; môi dưới có nhiều thịt. M. robustum là một trong số những loài sống lâu nhất của họ Cá mút; tuổi thọ tối đa được biết của chúng là 27 năm.
Thức ăn của M. robustum trưởng thành là các loài thân mềm hai mảnh vỏ, và chúng sử dụng răng để nghiền nát vỏ của con mồi.